# Dinastins
Els dinastins (Dynastinae) són una subfamília de coleòpters de la família dels escarabèids. Inclou algunes de les espècies més grosses i espectaculars d'escarabats, alguns d'ells dotats d'una o més banyes, especialment desenvolupades en els mascles, que usen per a lluites territorials i d'aparellament.
A Catalunya hi destaquen dues espècies, Oryctes nasicornis i Phyllognatus excavatus, totes dues de mida gran, de color marronós i èlitres llisos, la segona un xic més petita; s'alimenten de fusta podrida i detrits vegetals en descomposició.

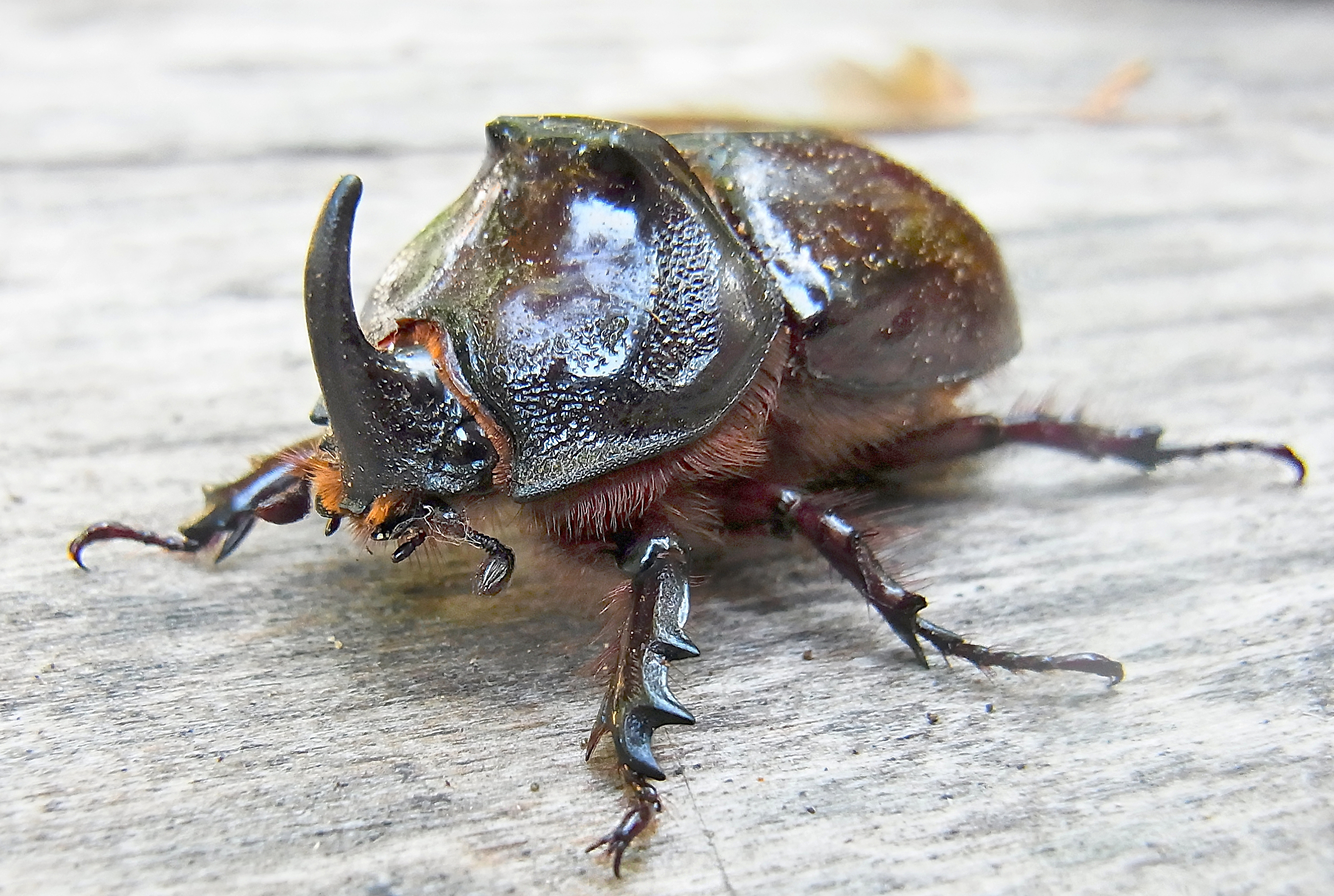
Oryctes nasicornis
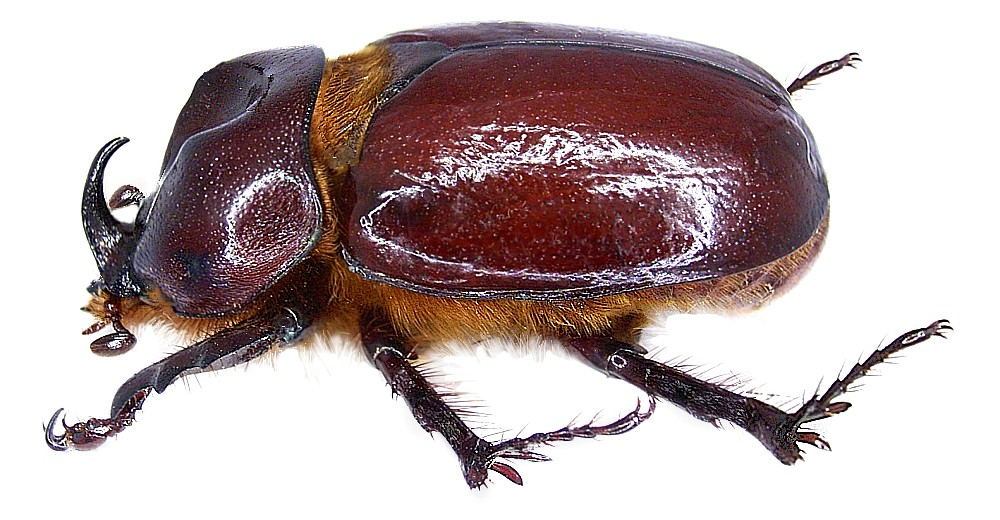
Phyllognathus excavatus
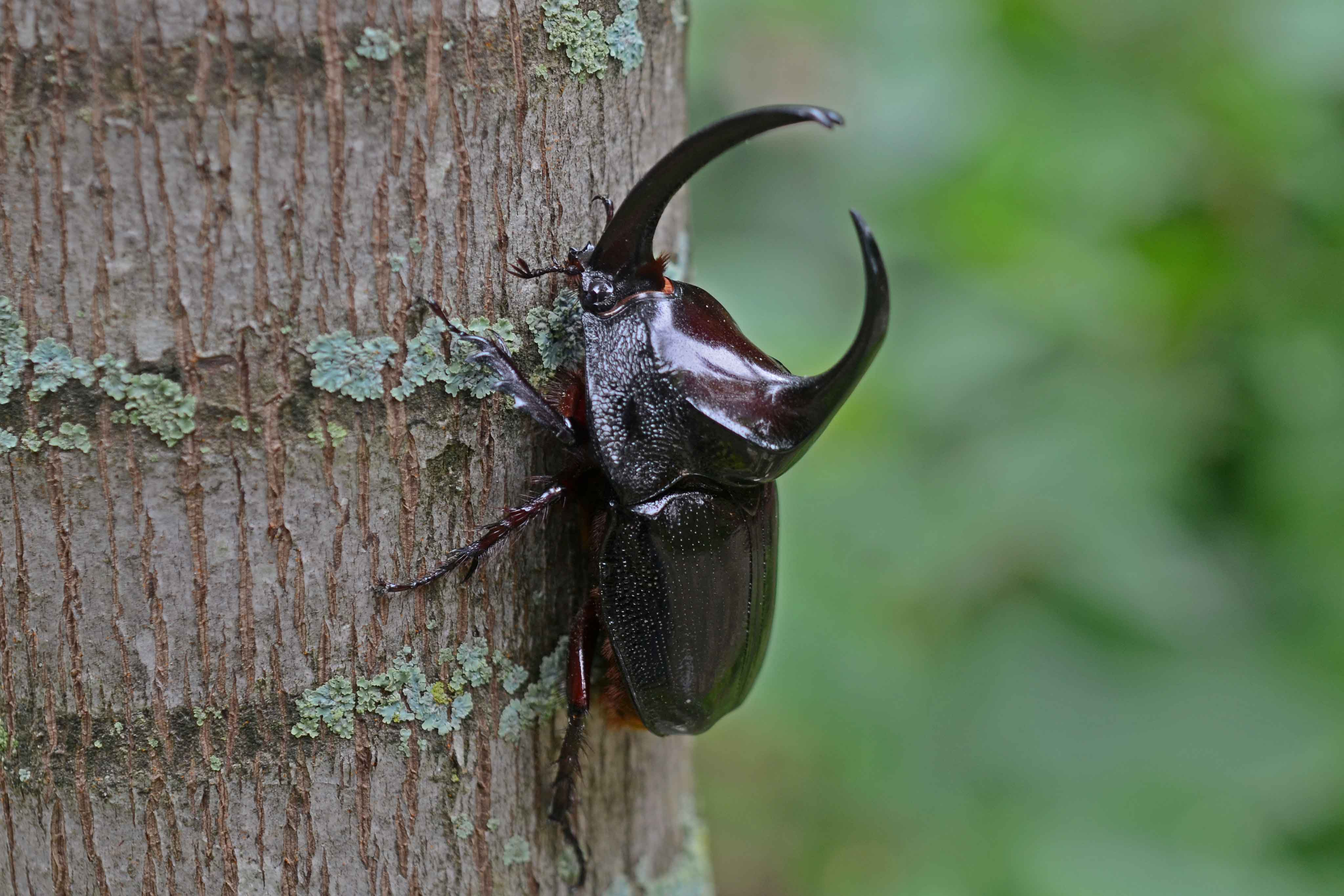
Enema pan, un espectacular escarabat rinoceront tropical